# Municipio de Hounslow
Hounslow ([ˈhaʊnzləʊ]ⓘ London Borough of Hounslow) es un municipio situado en el Gran Londres, en el Reino Unido. Tiene una población estimada, a mediados de 2023, de 295 706 habitantes.
Está localizado en el oeste del condado, en el área conocida como Londres Exterior.
Además de la localidad homónima, los barrios más grandes del municipio son Chiswick, Brentford, Feltham y Isleworth.
La autoridad local es el Hounslow London Borough Council.

## Historia
Fue creado por la Ley del Gobierno de Londres N° 1963, que entró en vigor el 1 de abril de 1965, con la fusión de los territorios del Distrito Urbano de Brentford y Chiswick; el Distrito Urbano de Feltham, y el Distrito Urbano de Heston e Isleworth (que tenía estatus de borough, como Brentford y Chiswick), que eran parte de Middlesex.
La ciudad de Hounslow, que existe desde el siglo XIII, se encuentra en el centro del municipio. Su nombre significa 'Hund's mound'; el nombre de persona Hund es seguido por la palabra de inglés antiguo hlaew, que significa "montículo" o "túmulo". Puede que fuera el lugar en el que fue enterrado. Se ha documentado en el Domesday Book como Honeslaw.
Este municipio exterior del Gran Londres está en la orilla norte del río Támesis. En el lugar se producía la primera parada de una ruta de diligencias hacia Southampton, Bath, Bristol y Exeter. La carretera A30 "Great South West Road", que llega hasta Penzance, en Cornualles, comienza en el municipio. La ciudad de Hounslow se desarrolló a ambos lados de la Gran Carretera del Oeste desde Londres hacia el Oeste de Inglaterra, actualmente la A3006/A4 Bath Road. Eso hizo que se construyeran toda una serie de posadas para servir a los viajeros. Unas pocas, como The Bell, conservan sus nombres, aunque los edificios hayan desaparecido en gran medida, reemplazados por otros. The Bell marca el lugar en el que se cruzaban las rutas de diligencia. Hitos históricos se conservan en la Staines Road (hoy rebautizada como la A315 pero uniéndose a la "vieja" A30 de nuevo justo dentro del límite occidental del municipio). 
Hounslow creció rápidamente en la segunda mitad del siglo XX, debido a la construcción, en los años cuarenta, del mayor aeropuerto de Londres, el aeropuerto de Heathrow. La aviación en el área se remonta a principios del siglo XX, ya que aquí se construyó uno de los aeródromos más antiguos de Londres, en Hounslow Heath, debido al terreno extremadamente llano de la zona. La Great West Road, que corre desde Chiswick a Heathrow, en el pasado fue utilizada por industrias manufactureras nacional y globalmente famosas, incluyendo Firestone, Gillette y Coty. Solo quedan unas pocas de estas fábricas en la actualidad. La Great West Road es todavía la sede de muchos nombres prestigiosos, dado que les proporciona un acceso fácil no por autopista entre Slough, el aeropuerto de Heathrow y el Centro de Londres.

## Demografía

Pirámide poblacional de Hounslow
(según el censo de 2021)

Según el censo de 2021, en ese momento la localidad tenía una población de 288 200 habitantes.
El 44.1% de los habitantes eran blancos, el 36.7% eran asiáticos, el 7.2% eran afrodescendientes, el 4.6% eran de una mezcla de grupos étnicos, el 1.9% eran árabes y el 5.4% eran de otros grupos étnicos.
La densidad de población era de 5146 hab/km².